# Позиции (Деррида)
«Позиции» — книга французского философа Жака Деррида, впервые опубликованная в 1972 году. Фактически «Позиции» — это сборник трех интервью, включающий в себя записи ранее публиковавшихся бесед Деррида с А.Ронсом (первая публикация данного фрагмента в 1967), Ю. Кристевой (первая публикация в 1968), Ж.-Л.Удбином и Г.Скарпетта (первая публикация в 1971). В этих интервью подробнее разбираются сложные философские концепции, затронутые философом в таких трудах, как "Письмо и Различие" и "Диссеминация". Русский перевод был выполнен В. В. Бибихином и, по воле философа, стал первым переведенным на русский язык текстом.

## Содержание
Представленные в книге беседы представляют собой заключенный во времени «акт активной интерпретации». Другими словами, вольное течение бесед, некогда осуществившихся как свободное мыслеизъявление в диа- и полилоге, жестко фиксируется рамками опубликованного текста: если угодно попадает в состояние «вечного покоя».
По мысли самого философа, именно с этого сборника интервью стоит начать изучение проблематики, которой посвящены его работы. Не являясь пропедевтикой, текст позволяет читателю погрузиться в процессе активной интерпретации в практику деконструкции. Здесь получают краткую и ясную характеристику ключевые концепты философии Деррида: деконструкция, различение (difference), письмо, «преодоление метафизики».
В «Позициях» Жак Деррида высказывает свои личные позиции на счет критики, направленной на его труды, собственных защитников и двух главных увлечений французской интеллектуальной жизни — марксизма и психоанализа.

### Уведомление Импликации (Беседа с Анри Ронсом)
В первой беседе затрагиваются такие темы, как письмо, грамматология, различение (Differance) и др. В этой части книги артикулируются краткие тезисы Деррида касательно принципа, знака и репрезентации. По мнению философа: 
«…мы должны найти другие имена взамен знака и репрезентации. Мы действительно сможем пользоваться новыми именами, если поймем как „нормальное“ и предизначальное то, что Гуссерлю, как он верил, надо было изолировать как частный и случайный опыт, как что-то зависимое и вторичное — то есть неопределенный дрейф знаков, как блуждание и перемену декораций, — сцепляющее репрезентации между собой без начала или конца. Никогда не существовало никакого „восприятия“, а „презентация“ — это репрезентация репрезентации, которая стремится к себе, а следовательно, к своему собственному рождению или к своей смерти.»
По мысли Деррида, осуществляя деструкцию метафизики, Хайдеггер, тем не менее, остается в плену «онто-теологии», он продолжает отдавать предпочтение фонологизму, голосу как «субстанции выражения». Деррида не считает необходимой замену логоцентризма «графоцентризмом»: любой пункт дистанцирования от метафизики окажется не более, чем «прежде всего пунктом языка или письма». Грамматология дает начало «не-желающей-ничего-сказать-мысли», которая выходит, ставя их под вопрос, «за пределы желания-сказать и желания-слышать-себя-говорящей». Эта мысль провозглашает «как раз отсутствие всякой уверенности между внешним и внутренним». Согласно Деррида, речь не может идти о замене одного «центра» другим «центром» либо о «первородстве» письма. 
«О грамматологии» — «название определённого вопроса: о необходимости науки письма, об условиях его возможности, о критической работе, призванной снять… гносеологические преграды; но вопроса также и о границах данной науки. И эти границы, на которых я настаивал не в меньшей мере, суть в равной мере границы классического понятия науки, чьи проекты, концепты, нормы фундаментально и систематически связаны с метафизикой».

### Семиология и грамматология (Беседа сЮлией Кристевой)
В этой части книги дается важная оценка того, какую роль сыграла лингвистика в работах Деррида. Тут затрагиваются такие темы, как «трансцендентальность означаемого», фонологизм, различение (Differance), след и др.
Деррида говорит о том, что концепт знака, «в своем корне и в своих импликациях… целиком и полностью метафизический, систематически сплавленный со стоической и средневековой теологиями», тем не менее, «в ходе его проработки и сдвигов, которым он был подвержен — и инструментом которых странным образом он сам же и был», выступил в двух ипостасях. С его помощью был осуществлен «разграничивающий» эффект: была проведена критика «метафизической принадлежности концепта знака» и одновременно удалось «очертить и расшатать пределы системы, внутри которой этот концепт родился и начал служить».
Анализируя философские ходы Соссюра, Деррида отмечает, что тот сумел осмыслить то, что, во-первых, «означаемое неотделимо от означающего, что означаемое и означающее суть две стороны одного и того же продуцирования», и, во-вторых, что «невозможно, чтобы звук, материальный элемент, сам по себе принадлежал языку» и что «в своем существе лингвистическое означающее никоим образом не фонично».
Деррида критикует порожденный в таком контексте «семиологический» проект, включающий концепт коммуникации, который предполагает передачу, призванную переправить от одного субъекта к другому тождественность некоего обозначенного объекта, некоего смысла или некоего концепта, формально позволяющего отделить себя от процесса этой передачи и от операции означивания. Коммуникация, трактуемая подобным образом, предполагает субъектов (чья идентичность и присутствие конституируются до операции означивания) и объекты (обозначаемые концепты, некий помысленный смысл, не подлежащий ни формированию… ни трансформированию при передаче сообщения).

Преодоление «старой ткани» метафизики недостижимо единожды осуществленной «гносеологической отсечкой». По Деррида, «нескончаемость» процедуры деконструкции суть «существенная, систематическая и теоретическая». Рассуждая о фонологизме, Деррида отмечает, что он есть 
«в меньшей мере следствие применения алфавита в данной культуре, чем результат известной репрезентации, известного этического или аксиологического опыта этого применения».
"Принцип различительности" требует, согласно Деррида, не только отказа от приоритета субстанции фонетической (или временной) и субстанции графической (или пространственной), но и велит трактовать «весь процесс означивания как формальную игру различений. То есть следов».

### Позиции (Беседа с Жаном-Луи Удбином и Ги Скарпеттой)
Последнее интервью — это обсуждение широкого спектра тем, затрагивающих вопросы полемик, которые были спровоцированы работами Деррида. Главными вопросами этой части книги являются: различение (Differance), «общая стратегия» деконструкции, рассеивание, «партийность философии», «материя» и др.
Согласно Деррида, идея различение (Differance) как специфическая тематика в собственной интеллектуальной перспективе должна «поддаваться сама по себе если не своей замене, то по крайней мере своему втягиванию в такую цепочку, которой она никогда не сможет управлять» (лекция, прочитанная 27 января 1968; была включена в программный сборник школы «Тель Кель» «Теория множеств»).
Деконструкция, имея первой фазой стадию «переворота иерархии», отнюдь не должна выступать процедурой введения в традиционную бинарную оппозицию некоего третьего компонента с целью осуществить «снятие» в гегелевском смысле.

По мысли Деррида:
«…вовсе не всегда в материалистическом тексте вообще (существует ли что-то подобное, материалистический текст вообще) и не во всяком материалистическом тексте концепт материи определяется как абсолютная внеположность или радикальная гетерогенность. Я не уверен даже, что можно сформулировать „концепт“ абсолютной внеположенности».
Характеризуя нынешнее состояние дел в философии языка, Деррида зафиксировал: 
«Что происходит в нынешнем котле, так это переоценка отношения между общим текстом и тем, что считалось — под формой реальности (исторической, политической, экономической, сексуальной и т. д.) — простой внеположенностью, с которой соотносится язык или письмо, будь эта внеположность в простой позиции первопричины или в простой позиции акциденции.»
Деррида особо акцентирует следующее: 
«Я никогда не говорил, что „субъекта письма“ не существует („Субъект письма не существует, если под ним понимать некое суверенное одиночество писателя. Субъект письма — это система отношений между слоями: массива магии, психического, общества, мира. Внутри этой сцены классического субъекта с его точечной простотой обнаружить не удается“ — „Письмо и различие“,1967)… Нужно единственно только пересмотреть проблему эффекта субъективности, как он производится структурой текста. Того, что я только что обозначил как генеральный текст — его „массив“, — а не только лингвистического текста. Эффект этот явно неотделим от определённой связи между сублимацией и влечением к смерти, от движения интериоризации — идеализации — снятия — сублимации и т. д., то есть от определённого вытеснения».